# Mystus bocourti
Mystus bocourti és una espècie de peix de la família dels bàgrids i de l'ordre dels siluriformes.

## Morfologia
Els mascles poden assolir els 24 cm de longitud total.

## Distribució geogràfica
Es troba al riu Mekong.